# アワモリ君売出す
『アワモリ君売出す』（アワモリくんうりだす）は、1961年7月30日に東宝系で公開された日本映画である。モノクロ。東宝スコープ。73分。
キャッチコピーは「ただ突進！ニキビが親父に恋の手ほどき 申訳ない！」。

## 概要
坂本九の主演映画で、当時『週刊読売』に連載されていた秋好馨の漫画『アワモリ君』を原作とする。ほか、坂本と同じマナセプロダクション所属のジェリー藤尾、森山加代子、ダニー飯田とパラダイス・キングのメンバーも出演。
監督を務めたのは、当時デビュー3年目の古澤憲吾であった。古澤はそれまでサラリーマン喜劇やアクション映画を手がけていたが、本作で娯楽映画専門監督の方向性が決められる。そして後にクレージー映画で恒例となる「突然ミュージカル場面」が本作にも荒削りながら挿入されており、坂本たちがいきなり歌う場面がある。また、坂本のギャグ「申し訳ない！」が劇中の様々な場面で使われている。
2006年4月にはCSのチャンネルNECOで、本作を含む『アワモリ君』映画化シリーズの全作品がテレビ放送された。

## スタッフ
- 製作：山本紫朗
- 原作：秋好馨（「週刊読売連載『アワモリ君』より）
- 脚本：新井一
- 監督：古澤憲吾
- 撮影：逢沢譲
- 音楽：神津善行
- 美術：小川一男
- 録音：斎藤昭
- 照明：高島利雄
- 監督助手：児玉進

## 出演者
- アワモリ九（主人公。予備校生）／坂本九：坂本九
- アワモリ一（九の父。「アワモリ洋品店」主人）：有島一郎
- カバ山ダイガク（九の親友）：ジェリー藤尾
- カバ山万三（ダイガクの父、漫才師）：丘寵児
- カバ山よろめき（ダイガクの母、漫才師）：都家かつ江
- 加代子：森山加代子
- ダニー飯田とパラダイス・キング：ダニー飯田とパラダイス・キング
- 立花艶子（「立花チャームスクール」校長）：沢村貞子
- 土地原（不動産社長）：並木一路
- 水着ショーの司会者：宮田洋容
- 「立花チャームスクール」の講師：石田茂樹、塩沢とき
- 「立花チャームスクール」の職員：峯丘ひろみ
- 美代ちゃん（テレビ番組の出場者）：渡辺トモ子
- 土地原の手先：佐田豊
- 税務署の所員：桜井巨郎
- 客：芝木優子、桜井浩子
- 東都新聞社の代表：土屋詩郎
- その部下：吉頂寺晃
- チンピラ：二瓶正也
- ある村の娘／「立花チャームスクール」の生徒：田辺和佳子

## 同時上映
- モスラ

## 参考資料
- 日本映画データベース[どれ?]
- 「記憶に残るアクトレス」[出典無効]